# Min'an, Guangdong
Min'an är ett stadsdelsdistrikt i sydöstra Kina. Det ligger i stadsdistriktet Mazhang i staden Zhanjiang i provinsen Guangdong, omkring 380 kilometer sydväst om provinshuvudstaden Guangzhou. Antalet invånare är 50 596. Befolkningen består av 24 465 kvinnor och 26 131 män. Barn under 15 år utgör 22,0 %, vuxna 15-64 år 69 %, och äldre över 65 år 8,0 %.